# ТЕС Аджаокута
7°30′1.9″ пн. ш. 6°41′2.4″ сх. д. / 7.500528° пн. ш. 6.684000° сх. д.
ТЕС Аджаокута — теплова електростанція в Нігерії, у центрально-південному штаті Когі. Входить до складу комплексу металургійного комбінату.
Спорудження комбінату розпочалось у 1979 році на правобережжі річки Нігер, за кілька кілометрів на південний схід від міста Аджаокута. Об'єкт потребував наявності власних генеруючих потужностей, які б забезпечили роботу основного обладнання в умовах аварійного відключення від енергомережі. Радянські спеціалісти, які займались будівництвом комбінату, запропонували кілька варіантів ТЕС, включаючи варіант потужністю 330 МВт, який би не тільки покривав повне енергоспоживання металургійного підприємства (220 МВт), але й дозволяв регулярно постачати продукцію зовнішнім споживачам. Проте в підсумку ухвалили рішення на користь встановлення двох парових турбін потужністю по 55 МВт. 
Завершена у 1982 році, ТЕС стала одним з перших об’єктів комплексу. Після запуску комбінату вона повинна була використовувати продуковані ним вторинні горючі гази, проте станом на середину 2010-х металургійний комплекс в Аджаокута так і не введели в експлуатацію. Що стосується ТЕС, то вона зупинилась у 2007-му через погане технічне обслуговування.